# Unruhen in Los Angeles 1992

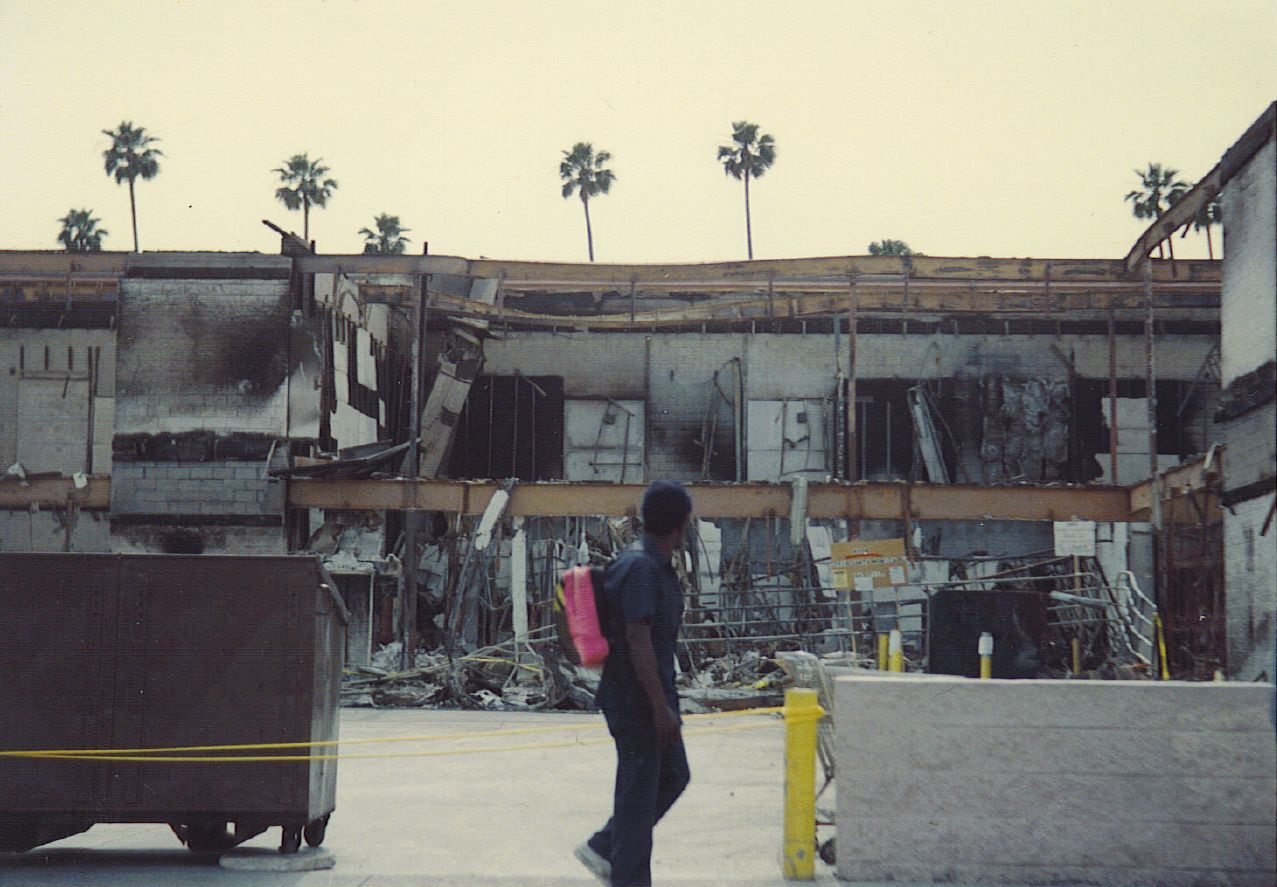
Betroffenes Stadtviertel nach den Unruhen

Die gewaltsamen Unruhen in Los Angeles 1992 (englisch Los Angeles Riots, auch LA Riots, Rodney King Riots) begannen am 29. April 1992, als vier Polizisten, die in der kalifornischen Metropole Los Angeles der Misshandlung des Afroamerikaners Rodney King beschuldigt worden waren, von einem Gericht freigesprochen wurden. Die daraus vor allem in der afroamerikanischen Bevölkerungsgruppe resultierende Empörung löste in Teilen von Los Angeles für einige Tage einen Gewaltausbruch mit bürgerkriegsähnlichen Zuständen aus. Am Ende waren 53 bekannt gewordene Todesfälle – 48 Männer und 5 Frauen – zu beklagen, mehrere Tausend Menschen wurden verletzt und es entstanden Sachschäden in Höhe von etwa einer Milliarde US-Dollar.

## Auslöser
Am Abend des 3. März 1991 wurde Rodney King von Polizisten der Los Angeles Police Department (LAPD) gestellt, nachdem er sich in alkoholisiertem Zustand eine Autoverfolgungsjagd mit mehreren Streifenwagen durch Los Angeles geliefert hatte. In seiner Zeugenaussage beschrieb Sergeant Koon, der ranghöchste Polizeibeamte vor Ort, King als „sehr durchtrainiert, sehr muskulös“ und, dass er daraus schlussfolgerte, „dass er wahrscheinlich ein Ex-Sträfling sei“. Zum Zeitpunkt der gewalttätigen Auseinandersetzung war den Polizisten nicht bekannt, dass King eine sechsmonatige Gefängnisstrafe für Diebstahl absaß.
In den Aufnahmen des Vorfalls von einem Augenzeugen, der diesen Vorgang aus seiner nahegelegenen Wohnung mit einer Videokamera gefilmt hatte, lässt sich erkennen, dass King mehrmals nach Schlägen der Polizisten versuchte sich aufzurichten, bevor dutzende weitere Schläge folgten, auch noch, als dieser am Boden liegend kaum noch zu ernsthaftem Widerstand in der Lage schien. Anschließend wurde die Aufzeichnung an Fernsehsender weitergereicht, wodurch sich in Folge unter dem Eindruck des häufig im Fernsehen abgespielten Ausschnitts, der nur die Stockschläge, nicht aber den vorhergehenden Ablauf zeigte, eine hitzige Debatte in der Bevölkerung entwickelte. Die betroffenen Polizisten, drei Weiße und ein Latino, wurden besonders von Afroamerikanern der überzogenen, rassistisch motivierten Gewalt beschuldigt.
Das Gerichtsverfahren folgte ein Jahr später. Zuvor gelang es der Verteidigung der vier Beschuldigten, dass das Gericht von Simi Valley, einem Vorort von Los Angeles, die Zuständigkeit zugesprochen bekam. Die Geschworenen, die aus dem jeweiligen Bezirk (Ventura County) zufällig ausgesucht werden, waren entsprechend dessen Bevölkerungsanteilen überwiegend weiß. In der Jury befand sich kein einziger Schwarzer. Trotzdem wurde der live im Fernsehen übertragene Freispruch aller Beschuldigten am 29. April 1992 angesichts der Videoaufnahme der Tat und des öffentlichen Drucks als Überraschung gewertet. An mehreren Stellen in Los Angeles versammelten sich Menschen überwiegend schwarzer Hautfarbe, um gegen das Urteil zu protestieren. Innerhalb kürzester Zeit schlugen die Proteste in Gewalt um.

## Tiefere Gründe für die Ausschreitungen
Jenseits des unmittelbaren Auslösers, dem Rodney King Beating, werden als Ursachen der Unruhen eine Reihe weiterer Faktoren genannt:
- In den betroffenen Gegenden von Los Angeles, in erster Linie dem Bezirk South Central, waren Arbeitslosigkeit und Armut weit verbreitet. Grassierende Kriminalität und Bandenwesen waren Ausdruck der Probleme. South Central und angrenzende Bezirke galten als soziales Pulverfass.
- Die Polizeikräfte des LAPD wurden aufgrund ihres harten Vorgehens in den Problemvierteln häufig als eine Art Besatzungsmacht gesehen und die Rodney-King-Aufnahmen bestätigten viele in ihrem Empfinden.
- In den betroffenen Bezirken gab es latente bis offene Rassenkonflikte. Lateinamerikanische und koreanische Einwanderer zogen in großer Zahl in Gebiete, die vorher rein schwarze Gegenden der Stadt  gewesen waren. Vor allem die Koreaner waren aufgrund ihrer Geschäftstüchtigkeit und der daraus resultierenden Übernahme örtlicher Ladengeschäfte bei den Afroamerikanern unbeliebt.
- Zwischen den Vorfällen um Rodney King und den Freisprüchen gelangte ein anderes Videoband an die Öffentlichkeit, das vorhandene Rassenspannungen verstärken sollte. Die Überwachungskamera eines von der Koreanerin Soon Ja Du geführten Getränkeladens in Los Angeles hatte aufgezeichnet, wie die Ladeninhaberin der 15-jährigen Afroamerikanerin Latasha Harlins, die sie für eine Ladendiebin hielt, nach kurzer körperlicher Auseinandersetzung tödlich von hinten in den Kopf schoss. Sie wurde im darauffolgenden Prozess im Jahre 1991 zu fünf Jahren Haft auf Bewährung, einer Geldstrafe und gemeinnütziger Arbeit verurteilt; in den Augen vieler Schwarzer ein zu mildes Urteil und ein weiterer Beweis für eine Diskriminierung von Afroamerikanern.

## Der Verlauf der Ausschreitungen

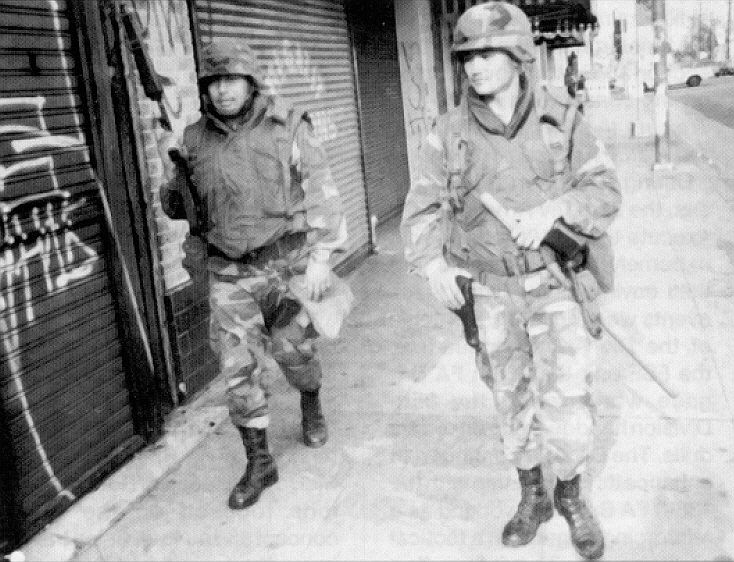
Soldaten der 40. Infanteriedivision der California Army National Guard patrouillieren in den Straßen von Los Angeles (April 1992)

Noch am Nachmittag, als der Freispruch der vier im Rodney King Beating beschuldigten Polizisten bekannt wurde, entluden sich Wut und Frustration der Afroamerikaner in South Central und weiteren Stadtteilen von Los Angeles. Es wurden Steine geworfen und nichtschwarze Passanten und Autofahrer angegriffen. Geschäfte wurden geplündert, Fahrzeuge und Gebäude in Brand gesteckt und Schusswaffen eingesetzt. Die örtliche Polizei sah sich dem Ausbruch der Gewalt nicht gewachsen und zog sich zurück – Teile der Polizeiführung befanden sich nicht in der Stadt. Ein Ersticken des Aufstandes im Keim fand nicht statt. Dieser Umstand wurde später häufig als entscheidendes Versäumnis hinsichtlich des weiteren Verlaufs der Ausschreitungen gewertet.
Während der folgenden beiden Tage erreichten die Ausschreitungen und der Zusammenbruch der öffentlichen Ordnung ihren Höhepunkt. In zunehmendem Maße hatten sich auch andere Volksgruppen an den Plünderungen beteiligt. Geschäftsinhaber versuchten, sich und ihren Besitz durch den Einsatz von Schusswaffen zu verteidigen. Ein öffentlicher Aufruf Rodney Kings im Fernsehen, sich zu „vertragen“ („Can we all get along?“), blieb ohne Wirkung. Die Unruhen hatten mit ihrem direkten Auslöser kaum noch etwas zu tun. US-Präsident George H. W. Bush kündigte in einer Fernsehansprache unter Berufung auf den Insurrection Act ein hartes und entschlossenes Vorgehen gegen die Randalierer an, nachdem er am 29. April noch öffentlich sein Unverständnis über die Freisprüche zum Ausdruck gebracht hatte.
Erst ab dem vierten Tag gelang es den Polizeikräften, unterstützt durch Nationalgarde, US Marines und US Army, die Oberhand zu gewinnen. Eine nächtliche Ausgangssperre war verhängt worden. Über 20.000 Sicherheitskräfte und Soldaten und eine große Zahl an Fahrzeugen und Material waren inzwischen in der Stadt im Einsatz. Dennoch dauerte es weitere zwei Tage, bis die Unruhen abflauten und die Ausgangssperre aufgehoben wurde. Mehr als 7000 Menschen waren bis dahin verhaftet worden.
Am Ende waren 53 Menschen direkt und indirekt durch die Ausschreitungen ums Leben gekommen, 35 durch Schussverletzungen, acht durch Autounfälle, fünf sind verbrannt, jeweils zwei Menschen wurden erschlagen bzw. erstochen und ein Mann wurde erwürgt. Unter den Opfern waren 25 Afroamerikaner, 16 Lateinamerikaner, acht Weiße, zwei Asiaten, ein Franzose algerischer Abstammung und eine Person aus Indien oder dem Nahen Osten. 22 Todesfälle sind bis heute ungeklärt. Zehn Tötungen durch Schusswaffen erfolgten durch die eingesetzten Sicherheitskräfte.
| Todesopfer der Unruhen im Einzelnen | Todesopfer der Unruhen im Einzelnen | Todesopfer der Unruhen im Einzelnen | Todesopfer der Unruhen im Einzelnen | Todesopfer der Unruhen im Einzelnen      | Todesopfer der Unruhen im Einzelnen |
| Zeit | Ort                                 | Name                                | Alter                               | Ethnie                                   | Status                              |
| Umstände | Umstände                            | Umstände                            | Umstände                            | Umstände                                 | Umstände                            |
| --- | ----------------------------------- | ----------------------------------- | ----------------------------------- | ---------------------------------------- | ----------------------------------- |
| 29. April, 19:30 Uhr | South Central LA                    | Arturo Carlos Miranda               | 23                                  | US-Amerikaner mexikanischer Abstammung   | offener Fall                        |
| Miranda war gerade mit einem Neffen und einem Freund auf der Heimfahrt, als sich ein blaues Auto näherte und ein Schuss zu hören war. Miranda wurde in die Brust getroffen. |                                     |                                     |                                     |                                          |                                     |
| 29. April, 20:15 Uhr | Downtown Los Angeles                | Dwight Taylor                       | 43                                  | Afroamerikaner                           | offener Fall                        |
| Taylor kam gerade von der Arbeit und stand auf der Straße, als er aus einem vorbeifahrenden Auto heraus erschossen wurde. |                                     |                                     |                                     |                                          |                                     |
| 29. April, 20:35 Uhr | South Central LA                    | Franklin Antonio Benavidez          | 27                                  | Lateinamerikaner                         | Ermittlungen eingestellt            |
| Benavidez wurde von Polizisten erschossen, als er gerade dabei war, eine Tankstelle zu überfallen. |                                     |                                     |                                     |                                          |                                     |
| 29. April, 21:00 Uhr | Ladera Heights                      | Eduardo Canedo Vela                 | 33                                  | US-Amerikaner mexikanischer Abstammung   | offener Fall                        |
| Vela und zwei Freunde hatten eine Autopanne. Als die beiden Freunde von der Suche nach einem Telefon zurückkehrten, fanden sie Vela mit einer Schussverletzung in der Brust. |                                     |                                     |                                     |                                          |                                     |
| 29. April, ca. 21:30 Uhr | South Central LA                    | Anthony Lamarr Netherly             | 21                                  | Afroamerikaner                           | offener Fall                        |
| Netherly wurde von einem vorbeifahrenden Autofahrer auf der Straße gefunden und in ein Krankenhaus gebracht. Er starb an einer Schussverletzung im linken Auge. |                                     |                                     |                                     |                                          |                                     |
| 29. April, 21:30 Uhr | unbekannt                           | Willie Bernard Williams             | 29                                  | Afroamerikaner                           | Ermittlungen eingestellt            |
| Williams wog 150 kg und fiel hinten aus dem Truck seines Bruders, wobei er sich schwere Kopfverletzungen zuzog. Der Vorfall wurde als Unfall infolge schlechter Fahrbedingungen eingestuft. |                                     |                                     |                                     |                                          |                                     |
| 29. April, 23:00 Uhr | El Segundo                          | John Henry Willers                  | 37                                  | Weißer                                   | offener Fall                        |
| Willers war gerade dabei, anderen Personen zu helfen, die in einen Frontalzusammenstoß verwickelt waren. Dabei wurde er von einem Passanten niedergeschossen. Der tödliche Schuss traf sein Herz. |                                     |                                     |                                     |                                          |                                     |
| 29. April, 23:30 Uhr | South Central LA                    | Elbert Ondra Wilkins                | 33                                  | Afroamerikaner                           | offener Fall                        |
| Wilkins und seine Freunde standen neben ihrem Auto, als aus einem anderen, vorbeifahrenden Fahrzeug Schüsse abgegeben wurden. Eine Kugel traf die Aorta von Wilkins, der später im Krankenhaus starb. |                                     |                                     |                                     |                                          |                                     |
| 29. April, Zeit unbekannt | Koreatown                           | Nissar Daoud Mustafa                | 20                                  | Inder oder aus dem Nahen Osten           | offener Fall                        |
| Mustafa wurde am 12. August 1992 in einem abgebrannten Laden entdeckt. |                                     |                                     |                                     |                                          |                                     |
| 29. April, Zeit unbekannt | North Hollywood                     | Elias Garcia Rivera                 |                                     | Lateinamerikaner                         | Fall abgeschlossen                  |
| Eine Gruppe von Afroamerikanern begann, Geld zu sammeln, von dem sie angaben, es für einen Prozess gegen weiße Polizisten verwenden zu wollen. Ein Anwohner weigerte sich, mehr als zwei Dollar zu zahlen und versuchte zu flüchten, wurde aber mit einem Brett auf den Kopf geschlagen. Sein Nachbar Rivera versuchte einzugreifen, wurde aber ebenfalls am Kopf getroffen und erlitt einen Schädelbruch. Er fiel daraufhin ins Koma und seine Familie ließ am 16. Dezember 1992 die lebenserhaltenden Maßnahmen abschalten. Traville Craig (19) wurde für die Tat, die als Mord gewertet wurde, verurteilt und erhielt eine lebenslange Freiheitsstrafe ohne die Möglichkeit der vorzeitigen Entlassung. |                                     |                                     |                                     |                                          |                                     |
| 30. April, ca. 00:00 Uhr | Watts                               | Ira Frederick McCurry               | 45                                  | Weißer                                   | offener Fall                        |
| McCurry wurde in das rechte Auge geschossen, als er Plünderer davon abhalten wollte, einen Laden abzubrennen, der sich direkt neben seinem Haus befand. |                                     |                                     |                                     |                                          |                                     |
| 30. April, 00:00 Uhr | Watts                               | Jimmie Harris                       | 38                                  | Afroamerikaner                           | keine Ermittlungen aufgenommen      |
| Harris stieß aufgrund schlechter Fahrbedingungen mit einem anderen Fahrzeug zusammen. Wegen der Unruhen verzögerten sich die Rettungsmaßnahmen. |                                     |                                     |                                     |                                          |                                     |
| 30. April, 00:00 Uhr | Watts                               | Anthony James Taylor                | 31                                  | Afroamerikaner                           | Ermittlungen eingestellt            |
| 30. April, 00:00 Uhr | Watts                               | Dennis Ray Jackson Sr.              | 38                                  | Afroamerikaner                           | Ermittlungen eingestellt            |
| Taylor und Jackson wurden in einem Schusswechsel mit der Polizei getötet. |                                     |                                     |                                     |                                          |                                     |
| 30. April, 00:10 Uhr | Hollywood                           | Juanita Rena Pettaway               | 38                                  | Afroamerikanerin                         | Ermittlungen eingestellt            |
| 30. April, 00:10 Uhr | Hollywood                           | Jerel Channell                      | 26                                  | Afroamerikaner                           | Ermittlungen eingestellt            |
| 30. April, 00:10 Uhr | Hollywood                           | Darnell Levalle Mallory             | 18                                  | Afroamerikaner                           | Ermittlungen eingestellt            |
| Pettaway, Channell und Mallory flüchteten per Auto vor der Polizei und warfen dabei eine Pistole und Diebesgut aus dem Fenster. Die Verfolgungsjagd endete, als Mallory die Kontrolle über den Wagen verlor, einen Hydranten rammte und anschließend gegen eine Mauer fuhr, wobei alle drei starben. |                                     |                                     |                                     |                                          |                                     |
| 30. April, nach 00 Uhr | Watts                               | Deandre Harrison                    | 17                                  | Afroamerikaner                           | Ermittlungen eingestellt            |
| Die Polizei geht davon aus, dass Harrison ein Heckenschütze war, der von Polizisten erschossen wurde. |                                     |                                     |                                     |                                          |                                     |
| 30. April, 04:30 Uhr | Pomona                              | Meeker Mardah Gibson                | 35                                  | Afroamerikaner                           | offener Fall                        |
| Gibson wurde erschossen, als er vermutlich gerade dabei war, in einer Tankstelle zu telefonieren. |                                     |                                     |                                     |                                          |                                     |
| 30. April, vor 08 Uhr | Koreatown                           | William Anthony Ross                | 25                                  | Afroamerikaner                           | offener Fall                        |
| Ross verbrannte in einem Lebensmittelladen, der angesteckt worden war. Er starb zusammengerollt unter einem Metalltisch im Arbeitszimmer mit einem Bündel Geld in der Hosentasche. Der Gerichtsmediziner ging von einem Tötungsdelikt aus. |                                     |                                     |                                     |                                          |                                     |
| 30. April, 12:30 Uhr | Compton                             | Brian Edmund Andrew                 | 30                                  | Afroamerikaner                           | Ermittlungen eingestellt            |
| Andrew wurde von der Polizei gestellt, als er gerade ein Geschäft plünderte. Nachdem er einem der Polizisten eine Flasche auf den Kopf geschlagen hatte, schoss ihm dessen Kollege ins Gesicht. Die Ermittlungen ergaben, dass der Schuss gerechtfertigt war. |                                     |                                     |                                     |                                          |                                     |
| 30. April, ca. 15:00 Uhr | South Central LA                    | Howard A. Epstein                   | 45                                  | Weißer                                   | offener Fall                        |
| Epstein war gerade auf der Slauson Avenue unterwegs, als jemand aus einem anderen Auto auf ihn schoss und seine linke Schläfe traf. Epstein fuhr daraufhin gegen einen Baum und wurde trotz seiner schweren Verletzungen von herbeigeeilten Plünderern ausgeraubt. Aufgrund der Feindseligkeit der anwesenden Masse sah sich die Polizei dazu gezwungen, Epstein direkt in seinem Wagen abzuschleppen. |                                     |                                     |                                     |                                          |                                     |
| 30. April, 15:15 Uhr | Compton                             | Thanh Lam                           | 25                                  | US-Amerikaner vietnamesischer Abstammung | offener Fall                        |
| Lam versuchte, trotz der Unruhen Auslieferungen für das Lebensmittelgeschäft seiner Familie zu tätigen. Als er an einer roten Ampel anhielt, fuhr ein weiteres Fahrzeug heran und ein Insasse, der als afroamerikanischer Mann Anfang zwanzig beschrieben wurde, schrie eine rassistische Bemerkung und eröffnete das Feuer. Lam wurde vier Mal getroffen und starb. |                                     |                                     |                                     |                                          |                                     |
| 30. April, 16:20 Uhr | Lennox                              | Mark Garcia                         | 15                                  | US-Amerikaner mexikanischer Abstammung   | Ermittlungen eingestellt            |
| Die Polizei verfolgte eine Bande, die ein Juweliergeschäft geplündert hatte. Nachdem das Fluchtfahrzeug einen Unfall hatte, rannten die Verdächtigen ein paar Meter, bevor es zu einem Schusswechsel mit der Polizei kam. Garcia, der in einem weiteren Auto gefolgt war, nahm ebenfalls die Verfolgung auf. Dabei kam er in die Schusslinie und wurde in die Brust getroffen. Eine Untersuchung kam zu dem Schluss, dass kein Fehlverhalten der Beamten vorlag. |                                     |                                     |                                     |                                          |                                     |
| 30. April, 16:45 Uhr | Koreatown                           | Patrick Bettan                      | 30                                  | Franzose algerischer Abstammung          | Ermittlungen eingestellt            |
| Bettan war in einem Einkaufszentrum beim Sicherheitspersonal angestellt, als er zusammen mit Ladenbesitzern gegen Plünderer vorging. Dabei wurde er in den Kopf geschossen. Es stellte sich heraus, dass der Schuss aus der Waffe eines Ladenbesitzers abgegeben und Bettan versehentlich getroffen worden war. Anklage wurde nicht erhoben. |                                     |                                     |                                     |                                          |                                     |
| 30. April, 17:30 Uhr | Central City                        | Frank Daniel Lopez                  | 36                                  | Lateinamerikaner                         | Ermittlungen eingestellt            |
| Lopez wurde von einem Auto angefahren und kurz darauf gefunden. Sein Tod wurde als Unfall eingestuft. |                                     |                                     |                                     |                                          |                                     |
| 30. April, 18:35 Uhr | Long Beach                          | Matthew Ellis Haines                | 32                                  | Weißer                                   | Ermittlungen abgeschlossen          |
| Haines war gerade mit seinem Neffen Scott Coleman auf dem Weg zu einer schwarzen Freundin und deren Kindern, weil diese mit ihrem Van in einem Unruhegebiet liegen geblieben waren. Ein ca. zwölfköpfiger Mob von jugendlichen Afroamerikanern näherte sich Haines und Coleman, zog zunächst beide von dem Motorrad, auf dem sie unterwegs waren und raubte sie aus. Anschließend wurde Haines erschossen, während Coleman flüchten konnte und dabei dreimal in den Arm getroffen wurde. Insgesamt sieben Personen konnten wegen der Tat überführt werden. |                                     |                                     |                                     |                                          |                                     |
| 30. April, 19:00 Uhr | South Central LA                    | Gregory Davis Jr.                   | 15                                  | Afroamerikaner                           | offener Fall                        |
| Davis Jr. wurde in den Kopf geschossen, als er gerade eine Straße entlang lief. |                                     |                                     |                                     |                                          |                                     |
| 30. April, 19:15 Uhr | Pico-Union                          | Adolpho Morales                     | 37                                  | Lateinamerikaner                         | offener Fall                        |
| Morales wurde erstochen aufgefunden. Er hatte einen gefälschten Ausweis, der seinen Namen als Andre Garnica angab, dabei. |                                     |                                     |                                     |                                          |                                     |
| 30. April, 19:30 Uhr | East Hollywood                      | Hector Rivas Castro                 | 49                                  | Lateinamerikaner                         | Ermittlungen eingestellt            |
| Castro wurde in den Rücken geschossen, als er zu Fuß unterwegs war. Die Polizei geht davon aus, dass ein Nationalgardist die Kugel abgefeuert hatte und wertete den Vorgang als Unfall. |                                     |                                     |                                     |                                          |                                     |
| 30. April, 19:45 Uhr | South Central LA                    | Louis Amari Watson                  | 18                                  | Afroamerikaner                           | offener Fall                        |
| Watson war Teil einer größeren Menschenansammlung, als ihm jemand in den Kopf schoss. Die Polizei vermutet, dass den Leuten der Täter bekannt ist, aber niemand wagt, die Behörden zu konsultieren. |                                     |                                     |                                     |                                          |                                     |
| 30. April, Zeit unbekannt | South Central LA                    | Armando Ortíz Hernández             | 18                                  | Mexikaner                                | Ermittlung Abgeschlossen            |
| Er verbrannte in einem Geschäft für Autozubehör. Bis zu seiner Identifizierung im Jahr 2017 wurde er als „John Doe no. 80“ bezeichnet. Er war Tage nach dem Abbrennen des Geschäftes von einem Polizisten gefunden worden. Ermittler konnten einen Fingerabdruck von seinem linken Mittelfinger entnehmen und den Fall rund 25 Jahre nach den Unruhen aufklären. |                                     |                                     |                                     |                                          |                                     |
| 30. April, 20:00 Uhr | Huntington Park                     | George Antonio Sosa                 | 20                                  | Lateinamerikaner                         | Ermittlungen eingestellt            |
| Sosa wurde von einem Unbekannten erschossen, als er gerade ein Geschäft plünderte. |                                     |                                     |                                     |                                          |                                     |
| 30. April, 20:15 Uhr | East Hollywood                      | Jose Very Solorzano                 | 25                                  | Lateinamerikaner                         | Ermittlungen eingestellt            |
| Solorzano wurde von dem Ladenbesitzer erschossen, dessen Geschäft er gerade plünderte. |                                     |                                     |                                     |                                          |                                     |
| 30. April, 20:47 Uhr | East Hollywood                      | James Lino Taylor                   | 27                                  | Afroamerikaner                           | Ermittlungen eingestellt            |
| Taylor wurde vermutlich von einem Lagerarbeiter erschossen, als er gerade plündernd durch die Läden zog. |                                     |                                     |                                     |                                          |                                     |
| 30. April, 21:45 Uhr | East Hollywood                      | Juan Antonio Pineda                 | 20                                  | Lateinamerikaner                         | Ermittlungen eingestellt            |
| Pineda wurde von einem Heckenschützen getroffen, als er mit seinem Bruder und einem Freund im Auto unterwegs war. Eine Mordanklage wurde nach einer Voranhörung vom vorsitzenden Richter abgelehnt. |                                     |                                     |                                     |                                          |                                     |
| 30. April, 21:50 Uhr | Wilshire                            | Edward Song Lee                     | 18                                  | US-Amerikaner koreanischer Abstammung    | Ermittlungen eingestellt            |
| Lee war Teil einer vierköpfigen Gruppe von Koreanern, die mit einer anderen koreanischen Gruppe aneinandergeriet. Nachdem erste Schüsse gefallen waren, schaltete sich die Polizei ein und schoss auf beide Gruppen. Die Schüsse, die Lee in einem Auto sitzend tödlich trafen, wurden aus der anderen koreanischen Gruppe heraus abgegeben. Es stellte sich später heraus, dass die Schießerei auf einen fatalen Irrtum zurückzuführen ist. Beide Gruppen wollten koreanisches Eigentum schützen und hielten die jeweils andere Gruppe für Plünderer. Es gab zunächst eine Festnahme, von einer Anklageerhebung wurde aber später abgesehen.                                                              |                                     |                                     |                                     |                                          |                                     |
| 30. April, ca. 22:30 Uhr | Westlake                            | Cesar Augusto Aguilar               | 19                                  | Honduraner                               | Ermittlungen eingestellt            |
| Aguilar wurde in einem Geschäft von Polizisten aufgefordert die Hände zu heben. Dem folgte Aguilar jedoch nicht und senkte seine Hände sogar noch. Daraufhin wurde er von den Polizisten erschossen, die befürchteten, dass er nach einer Waffe greifen wollte. Die Schüsse wurden als gerechtfertigt eingestuft. |                                     |                                     |                                     |                                          |                                     |
| 30. April, 23:30 Uhr | South Central LA                    | Ernest Neal Jr.                     | 27                                  | Afroamerikaner                           | offener Fall                        |
| Neal Jr. stand mit einer weiteren Person in der Gegend, als er von einer dritten Person in den Kopf geschossen wurde. |                                     |                                     |                                     |                                          |                                     |
| 1. Mai, ca. 12:00 Uhr | South Central LA                    | Paul Douglas Horace                 | 38                                  | Afroamerikaner                           | Ermittlungen abgeschlossen          |
| Horace war an einem missglückten Drogendeal beteiligt. Er wurde tödlich verletzt, als er vor seinen Peinigern flüchten wollte. Zwei Erwachsene und ein Jugendlicher wurden für den Mord verurteilt. |                                     |                                     |                                     |                                          |                                     |
| 1. Mai, 14:00 Uhr | Altadena                            | Lucie Rose Maronian                 | 50                                  | Weiße                                    | Jury uneinig                        |
| Vier mit Messern bewaffnete afroamerikanische Jugendliche jagten Maronians Sohn und seine Freunde durch die Nachbarschaft. Nachdem diese auf das Dach eines Nachbarn geflüchtet waren, versuchte Maronian, zu intervenieren. Dabei wurde ihr dreimal in die Brust und zweimal in den Rücken gestochen. Die Angreifer wurden wegen Körperverletzung und Diebstahl verurteilt. Den Mordvorwurf betreffend konnte sich die Jury nicht einigen. Die Polizei kündigte daraufhin an, die DNA-Beweise erneut auszuwerten und behielt es sich vor, zu einem späteren Zeitpunkt erneut ein Verfahren wegen Mordes anzustrengen.                                                                                     |                                     |                                     |                                     |                                          |                                     |
| 1. Mai, 16:30 Uhr | West Los Angeles                    | Aaron Ratinoff                      | 68                                  | Weißer                                   | Ermittlungen eingestellt            |
| Ratinoff kaufte gerade in einem Geschäft Gemüse ein, als er ein paar Maiskolben fallen ließ. Daraufhin begann er mit jemandem zu streiten, die Situation eskalierte und Ratinoff wurde erwürgt. Später wurde eine Person festgenommen, eine Anklage erfolgte aber nicht. |                                     |                                     |                                     |                                          |                                     |
| 1. Mai, 18:00 Uhr | South Central LA                    | Charles William Orebo               | 22                                  | Afroamerikaner                           | Ermittlungen eingestellt            |
| Während Orebo auf einer Autobahn unterwegs war, bedrohte er einen anderen Autofahrer. Dieser stellte sich später als Polizist außer Dienst heraus, dem ein anderer Polizist außer Dienst in einem dritten Fahrzeug folgte. Im weiteren Verlauf wurden aus allen drei Fahrzeugen Schüsse abgegeben. Nachdem Orebo tödlich in Kopf, Rücken und Unterarm getroffen worden war, fiel er an der nächsten Ausfahrt aus dem Auto. Die Erschießung wurde als gerechtfertigt eingestuft. |                                     |                                     |                                     |                                          |                                     |
| 1. Mai, 19:30 Uhr | Central City                        | Betty Jackson                       | 59                                  | Afroamerikanerin                         | Ermittlungen eingestellt            |
| Jackson kam bei einem Autounfall ums Leben. Sie fuhr auf das vorausfahrende Fahrzeug auf. |                                     |                                     |                                     |                                          |                                     |
| 1. Mai, 19:30 Uhr | South Central LA                    | Alfred Miller                       | 32                                  | Afroamerikaner                           | Ermittlungen eingestellt            |
| Miller wurde aus einem vorbeifahrenden Fahrzeug heraus in den Nacken geschossen. Eine Anklage wurde nicht erhoben. |                                     |                                     |                                     |                                          |                                     |
| 1. Mai, Zeit unbekannt | Hawthorne                           | Wilson Alvarez                      | 40                                  | Lateinamerikaner                         | offener Fall                        |
| Alvarez wurde vermutlich mit Stöcken von Plünderern zu Tode geprügelt, nachdem er Steine auf sie geworfen hatte, um sie von ihrem Treiben abzuhalten. Der Tod trat am 23. Mai 1992 ein. Die Polizei vermutet, dass es Zeugen für die Tat gibt. |                                     |                                     |                                     |                                          |                                     |
| 2. Mai, 00:00 Uhr | Venice                              | Kevin Andrew Evanshen               | 24                                  | Weißer                                   | offener Fall                        |
| Evanshen versuchte in einem Geldinstitut ein Feuer zu löschen. Dabei fiel er durch eine geschwächte Stelle des Daches, auf dem er stand. Er starb an Verbrennungen und Rauchvergiftung. |                                     |                                     |                                     |                                          |                                     |
| 2. Mai, Zeit unbekannt | nahe Downtown LA                    | Carol Ann Benson                    | 43                                  | Afroamerikanerin                         | offener Fall                        |
| Benson wurde auf dem Harbor Freeway gefunden. Die Polizei vermutet einen Unfall mit Fahrerflucht. |                                     |                                     |                                     |                                          |                                     |
| 2. Mai, 12:20 Uhr | Watts                               | Juana Espinosa                      | 65                                  | Lateinamerikanerin                       | Fall abgeschlossen                  |
| Espinosa ging gerade eine Straße entlang, als sie von einem jugendlichen Latino erschossen wurde. Die Schüsse galten eigentlich den Polizeifahrzeugen, von denen er verfolgt wurde. Der Täter wurde dafür sowie wegen eines weiteren Angriffs auf eine Person mit Schusswaffe zu zwei Jahren in einer Erziehungsanstalt verurteilt. |                                     |                                     |                                     |                                          |                                     |
| 2. Mai, 22:45 Uhr | Pacoima                             | Fredrick Ward                       | 20                                  | Afroamerikaner                           | Ermittlungen eingestellt            |
| Ward wurde mehrfach von Kugeln getroffen, als er vor einem Haus stand. |                                     |                                     |                                     |                                          |                                     |
| 2. Mai, Zeit unbekannt | South Central LA                    | Juan Veron Roberto Salgado          | 20                                  | Lateinamerikaner                         | offener Fall                        |
| Die Leiche von Salgado wurde am 20. Mai in einem ausgebrannten Bekleidungsgeschäft gefunden. Die Polizei geht von einem Tötungsdelikt aus. |                                     |                                     |                                     |                                          |                                     |
| 3. Mai, 00:40 Uhr | Pasadena                            | Howard Eugene Martin                | 22                                  | Afroamerikaner                           | Ermittlungen eingestellt            |
| Martin war Teil einer Party, die gewalttätig geworden war. Nachdem ein Polizeihubschrauber, der beschossen wurde, landen musste, trafen Streifenwagen ein. Diese tauschten Schüsse mit den Partygästen aus. Als Martin die Tür öffnete, traf ihn eine Kugel in den Kopf. Seine Erschießung wurde als Unfall eingestuft. |                                     |                                     |                                     |                                          |                                     |
| 3. Mai, 19:40 Uhr | Pico-Union                          | Victor Rodrigo Rivas                | 31                                  | Lateinamerikaner                         | Ermittlungen eingestellt            |
| Es war nach Beginn der Ausgangssperre, als Rivas, der mit hoher Geschwindigkeit unterwegs war, von Nationalgardisten angehalten wurde. Daraufhin wendete Rivas das Fahrzeug und fuhr um den Block, bis er ein zweites Mal auf die Sicherheitskräfte traf. Nachdem er dieses Mal einen der Männer angefahren hatte, eröffneten die anderen das Feuer. Rivas wurde fünf Mal getroffen. Das Vorgehen der Nationalgardisten wurde als zulässig eingestuft. |                                     |                                     |                                     |                                          |                                     |

## Nachwirkungen

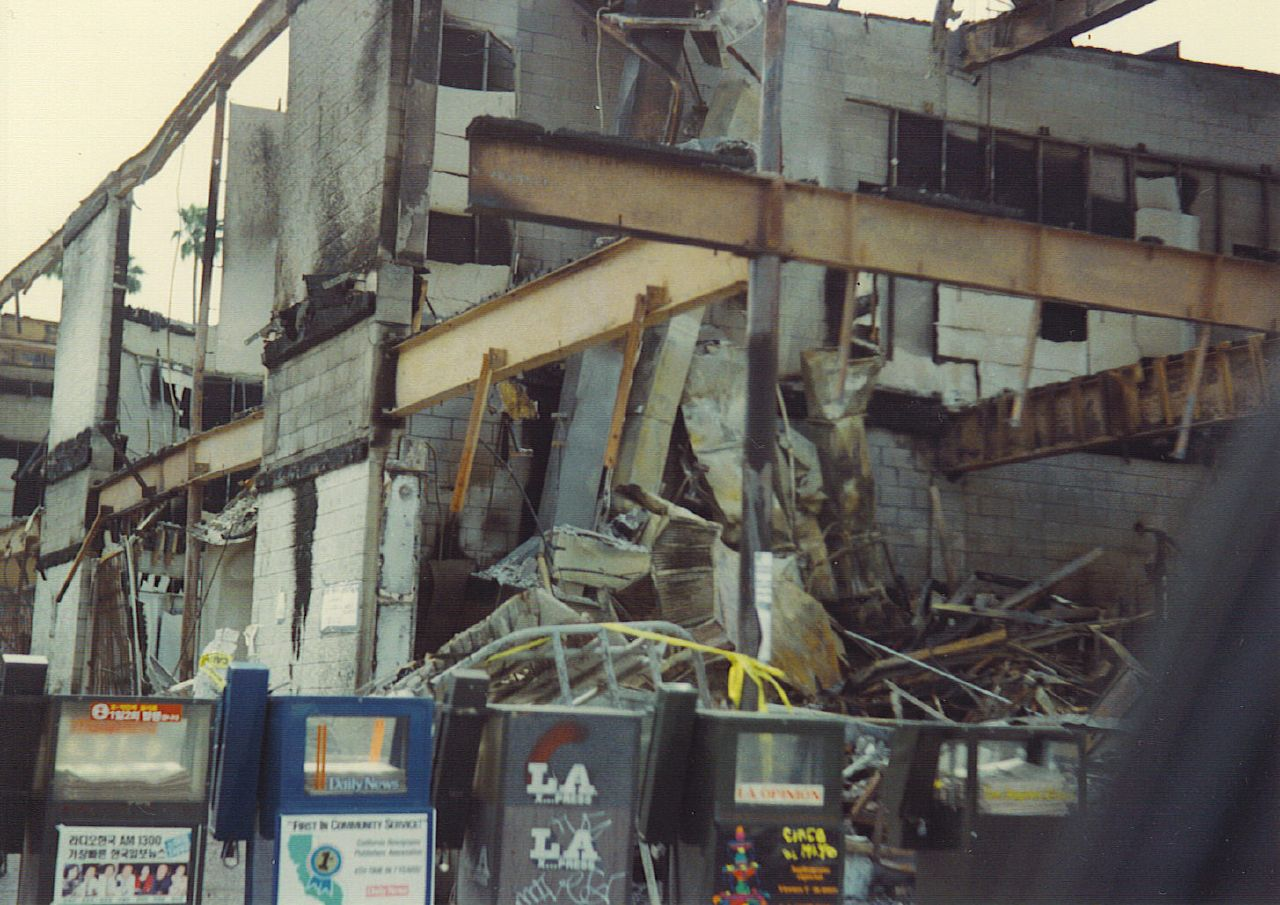
Niedergebrannte Gebäude in Los Angeles

Zwei der beschuldigten Polizisten wurden in einem weiteren Verfahren schuldig gesprochen, Rodney Kings Bürgerrechte verletzt zu haben. Sie wurden am 4. August 1993 zu je 30 Monaten Haft verurteilt. Die beiden anderen Polizisten wurden erneut freigesprochen. Am Tag des Urteilsspruchs wurden in Los Angeles weitreichende Sicherheitsvorkehrungen getroffen. Die Medien hatten sich auf eine weniger kontroverse Berichterstattung über den Urteilsspruch geeinigt. Ausschreitungen blieben diesmal aus.
In der Folge der Unruhen wurde das bis 2006 bestehende Projekt South Central Farm ins Leben gerufen, das im Jahr 2008 durch die oscar-nominierte Dokumentation The Garden porträtiert wurde.
Noch heute sind Spuren der Los Angeles Riots in South Central, das heute offiziell South Los Angeles heißt, zu sehen. Trotz vielfältiger öffentlicher Anstrengungen zum Wiederaufbau klaffen noch immer große Lücken in jenen Blocks, wo im Frühjahr 1992 insgesamt über 800 Gebäude niedergebrannt worden waren. Die Bereitschaft, in diese nach wie vor problematische Gegend zu investieren, ist gering.
Die Situation im Jahr 2012 – zwanzig Jahre nach den Unruhen – hatte sich in South Los Angeles insofern verbessert, als nun die Mehrheit der Einwohner meinte, dass die verschiedenen ethnischen Gruppen inzwischen besser miteinander auskämen.

## Filme
- Dark Blue mit Kurt Russell berichtet über die Problematik der verschiedenen ethnischen Gruppen in L.A. und das Vorgehen der Sicherheitskräfte.
- Menace II Society von den Regisseuren Allen und Albert Hughes aus dem Jahr 1993 thematisiert die entsprechende Zeit nach den Unruhen in Los Angeles
- Demolition Man, ein dystopischer Action-Film mit Sylvester Stallone und Wesley Snipes aus dem Jahr 1993, setzt seine Erzählungen im Jahr 1996 in einem von Bürgerkriegen gezeichneten Los Angeles an.
- The L.A. Riot Spectacular von Regisseur Marc Klasfeld aus dem Jahr 2005 befasst sich in einer satirischen Art und Weise mit dem Thema.
- In Freedom Writers mit Hilary Swank und Danny Devito wird der „Rodney-King-Fall“ als Einstieg genutzt und als Grundlage für die Bandenkriege in Long Beach genannt.
- Doogie Howser, M.D. thematisiert in der ersten Folge „There's a Riot going on“ der vierten Staffel (aus dem Jahr 1992) die Folgen der Unruhen aus dem Blickwinkel eines Krankenhauses.
- Kings führt aus der sozialen Sicht einer kinderreichen afroamerikanischen Familie im Nachbarschaftverhältnis auf die Unruhen hin und beschreibt schließlich die ersten beiden Tage der Riots.

In „The People v. O.J. Simpson“ der Serie American Crime Story mit Cuba Gooding junior und John Travolta sind die LA Riots mehrfach Thema. Bereits am Anfang wird ein Video gezeigt, in dem Polizisten auf einen am Boden liegenden Mann einprügeln sowie anschließende Proteste in der Stadt. Im Verlauf der Serie bauen O. J. Simpsons Anwälte ihre Verteidigung darauf auf, dass die Polizei aus rassistischen Motiven handelte.
In der ersten Folge der vierten Staffel der US-amerikanischen Fernsehserie S.W.A.T werden die Gewalttaten gegen den Afroamerikaner Rodney King und die darauffolgenden Ausschreitungen, genauso wie die Tötung von George Floyd und anderer afroamerikanischer Opfer von Polizeigewalt thematisiert. Am Ende der Folge sieht man die Hauptdarsteller kniend vor einem Wandbild, das die Gesichter von fünf Opfern von rassistisch bedingter Gewalt zeigt, unter anderem das von George Floyd.

## Spiele
In dem Actionspiel Grand Theft Auto: San Andreas gibt es einen Spielabschnitt in dem ebenfalls Krawalle, aufgrund des Freispruchs zweier korrupter Polizisten in einer Los Angeles nachempfundenen Stadt, dargestellt werden. Grand Theft Auto: San Andreas spielt ebenfalls im Jahr 1992. Außerdem trifft man in den Tiefgaragen der Polizeiwachen zwei Polizisten an, die einen Zivilisten verprügeln.

## Musikalische Veröffentlichungen zum Thema
- Das Lied Cop Killer (1992) der Band Body Count nimmt ausdrücklich Bezug auf Rodney King und den damaligen Polizeipräsidenten von Los Angeles.
- In dem Song Wicked aus dem 1992 erschienenen Album The Predator bezieht sich Ice Cube in der Textzeile „April 29th was power to the people“ auf die Vorfälle.
- Der Song The Day the Niggaz Took Over von Rapper Dr. Dre bezieht sich auf die ungestrafte Polizeigewalt an Rodney King, die zu den Unruhen in Los Angeles 1992 führten.
- Das Lied April 29th 1992 der Band Sublime über Plünderungen und Unruhen in Los Angeles bezieht sich mit seinem Text auf diese Ereignisse.
- Das Lied L.A.P.D. von dem Album Ignition (1992) der Band The Offspring bezieht sich auf den Rodney-King-Vorfall.
- 1993 erschien das Album Cyberpunk von Billy Idol, das den Song Shock to the System beinhaltet, der das Thema behandelt und Kontroversen auslöste ob seiner angeblichen Gewaltverherrlichung.
- 1994 erschien ein Lied von Downset. mit dem Namen Anger, das über die Ereignisse von 1992 handelt.
- Im Jahr 1999 veröffentlichte die Band Rage Against the Machine das Album The Battle of Los Angeles, das mit seinem Titel auf die Unruhen anspielt.
- Auf seinem Album Welcome to the Cruel World singt Ben Harper den Song Like a King und zieht eine Verbindung von Rodney King zu Martin Luther King.
- Im Jahre 1995 veröffentlichte Michael Jackson das Lied They Don’t Care About Us, das Bezug auf die Rassendiskriminierung in den USA nimmt. In der ersten Version des Videos, der sog. „Prison Version“, wurden im Intro Teile des originalen Rodney-King-Videos verwendet. Das Video wurde auf Betreiben von Sony zurückgezogen und durch die „Brazil Version“ ersetzt.
- Das im März 2023 erschienene Cover der Band Fall Out Boy des bekannten Songs We Didn’t Start the Fire von Billy Joel spielt bereits in der ersten Zeile auf die Unruhen an.

## Bücher
Die Handlung des Harry-Bosch-Romans Black Box von Michael Connelly ist teilweise in den Unruhen von 1992 angesiedelt.